# 內布拉星象盤
內布拉星象盤（德語：Himmelsscheibe von Nebra， 發音：[ˈhɪml̩sˌʃaɪbə fɔn ˈneːbra]）是一個直徑約為30 cm（12英寸）的青銅盤，有著藍綠色的銅鏽，並鑲嵌著以黃金打造的符號。這些符號通常被解釋為太陽或滿月，月球的眉月和恆星，包括一個由七顆恆星組成的星團，被合理的被解釋為昴宿星團。
貼在兩邊的兩條金色弧線，已經缺少了一條，被認為標誌著兩至點之間的角度。底部具有內部平行線的另一個弧形通常被解釋為具有許多槳的太陽船，但是一些學者也提出它可能代表彩虹 、北極光 、一顆彗星或鐮刀。
1999年，這個圓盤在德國萨克森-安哈尔特的內布拉的米特爾貝格山上被發現.。考古學家將其定年在约1800–1600 BC，並歸屬於青銅時代早期的烏尼蒂茨文化。
對圓盤、圓盤上發現的物品和發現地點的各種科學分析證實了青銅時代早期的年代測定。
內布拉星象盤是世界上已知的最古老的天文現象的具體描繪。2013年6月，它被列入聯合國教科文組織世界記憶名錄，並被稱為「二十世紀最重要的考古發現之一。」

## 發現

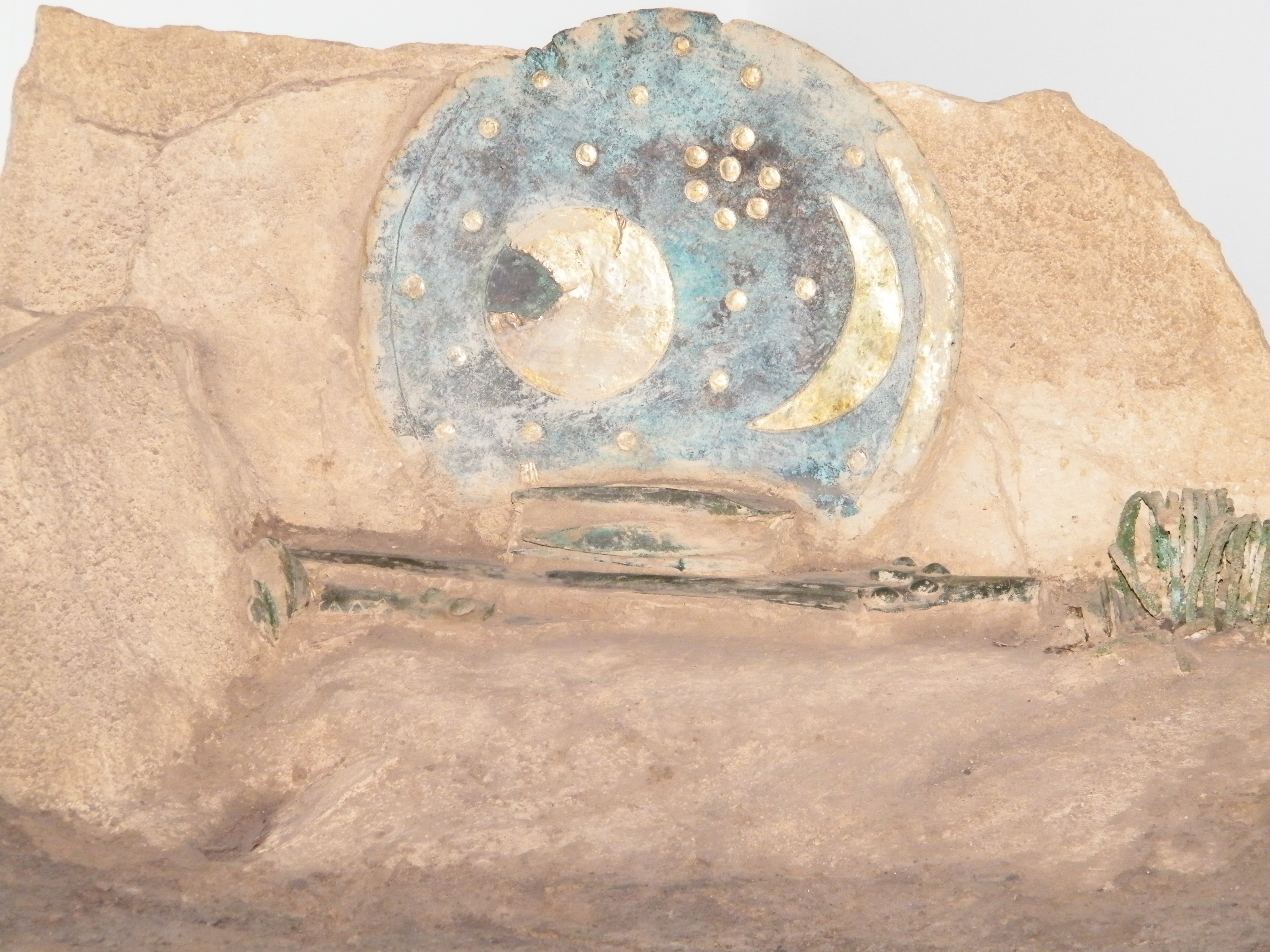
內布拉星象盤發現時狀況模擬

1999年，尋寶獵人亨利·韋斯特法爾（英語：Henry Westphal）和馬里奧·倫納（英語：Mario Renner）在用金屬探測器尋寶時發現了這個圓盤，以及兩把青銅劍、兩套斧頭、一把鑿子和螺旋臂章碎片。考古文物是薩克森-安哈爾特州的財產。兩人沒有尋寶執照，知道他們的活動構成侵占考古文物，是非法的。他們用鏟子損壞了圓盤，並摧毀了部分遺址。第二天，他們以31,000德國馬克的價格將全部藏品賣給了科隆的一位經銷商。在接下來的兩年裏，這些藏品在德國境內轉手易主了好幾次，售價已高達100萬德國馬克。到2001年，關於它存在的消息已經是公開的秘密。
2002年2月，國家考古學家赫拉德·梅勒在巴塞爾警方領導的一次誘捕行動中，以70萬德國馬克的價格從一對夫婦那裡獲得了這個星象盤。最初的發現者最終被追補到案。在認罪協商中，他們帶領警察和考古學家前往發現地點。考古學家在現場進行了挖掘，發現了支持掠奪者說法的證據。地下有青銅文物的痕迹，現場的土壤與文物上發現的土壤樣本相匹配。該圓盤及其附帶的發現物由位於德國薩克森-安哈爾特州哈雷市的哈雷州立史前博物館保存。
2003年9月，瑙姆堡法院分別判處兩名掠奪者四個月和十個月的刑期。他們提出上訴，但上訴法院分別將他們的刑期提高到六個月和十二個月。
發現地點是一個史前時期的圍場 (考古)，位於萊比錫西方 60 公里的米特爾貝格山（Mittelberg，中央山），被齊格羅達森林環繞著的一座高 252 公尺的小山丘頂部，是一個史前時期的圍場 (考古)。眾所周知，周圍地區在新石器時代就有人定居，齊格羅達森林約有1000個石欄。
在圍場的位置，似乎每年夏至太陽都會落在西北方80（50英里）的哈茲山脈的最高峰布羅肯峰後面。尋寶者聲稱，這些文物是在河岸和溝渠圍欄內的一個坑內發現的。
該地的史前遺跡則是由附近更加古老的革塞克圓環所確認。

## 定年

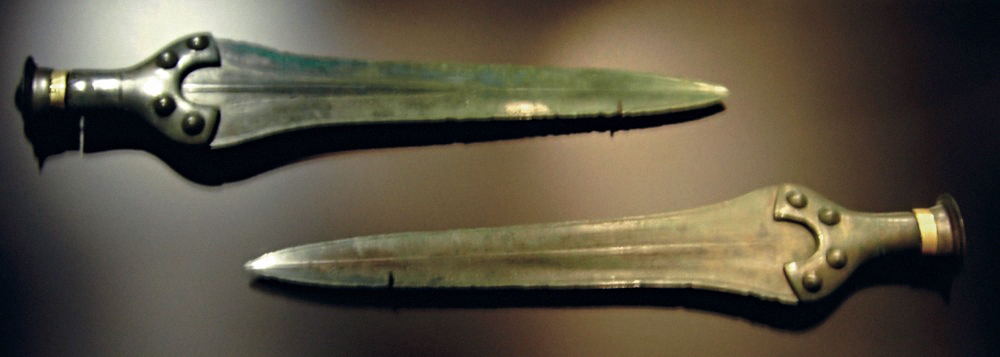
與圓盤一起發現的劍。

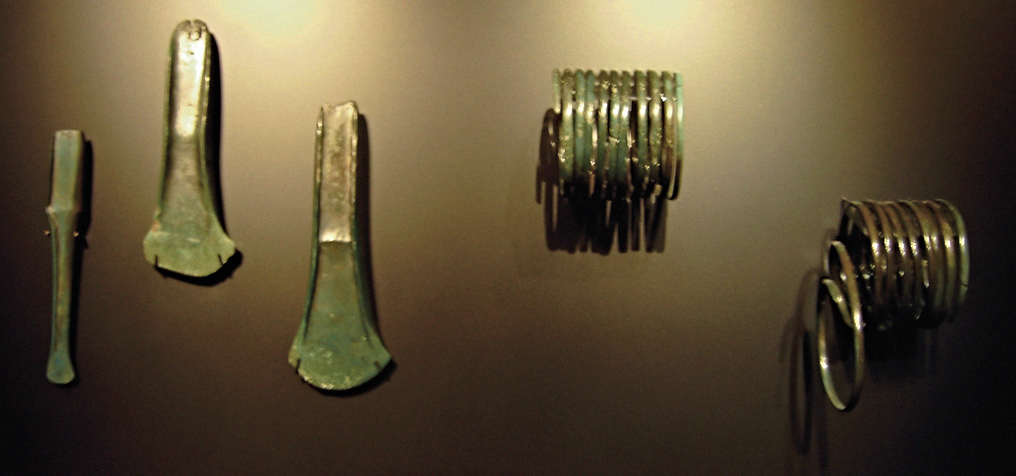
其它相關發現：鑿子、斧頭、手鐲。

與圓盤一起埋葬的斧頭和劍的類型可追溯到西元前1500年。劍柄中發現的樺樹皮遺跡已被放射性碳定年確定為西元前1600年至1560年之間，證實了這一估計。這與埋葬日期相對應，當時這個星象盤可能已經存在了幾代人。對金屬放射性和圓盤上腐蝕層的分析進一步支持了青銅時代早期的定年。

## 金屬的來源
根據佩爾尼卡（英語：E.Pernicka）當時在弗萊貝格工業大學通過X射线荧光光谱仪對微量元素的初步分析，銅起源於奧地利的比紹夫斯霍芬，而金被認為來自喀爾巴阡山脈。最近的一項分析發現，第一個開發階段（見下文）使用的黃金來自英格蘭南部康沃爾郡的卡農河。青銅中的錫也來自康沃爾郡。

## 歷史
按照保存情况，內布拉星象盤的製造被認為分成四個階段（Meller 2004）：
1. 最初，圓盤上有32個小圓金圈、一個大圓盤和一個大新月形盤。圓盤被解釋為太陽或滿月，新月形被解釋為眉月（或經歷食的太陽或月亮），圓點被解釋為恆星，聚在一起的七個圓點可能代表一個星團。這個星團被認為是指昴宿星團[13]，或者可能是星團的一般符號[25]。
2. 在稍後的某個日期，在圓盤相對的邊緣添加了兩個弧形（由其化學雜質所示，是不同來源的黃金構成）。為了給這些弧線騰出空間，從左側將一個小圓移動到圓盤中心，並覆蓋了右側的兩個圓，這樣就只留下看到的三十個圓點。這兩條弧線跨越82°的角度，正確地顯示了米特爾貝格山（中央山）的緯度（北緯51°）在夏季和冬季至日太陽出或沒的位置改變的角度[26][27]。這些弧線與太陽的路徑——黃道有關。鑒於古代天文學家知道標記黃道的行星和許多恆星，他們可以在一個冬夜觀察到它在弧線內掃過地平線，而不僅僅是一整年的日出和日落[28]。因此，這些弧線完全符合夜間使用。
3. 最後添加的是底部的另一個弧形，被標識為太陽船 [29]，同樣由黃金製成，但來源不同。
4. 當圓盤被埋入地下時，它的周圍也有38到40個孔，每個孔的直徑大約為3（0.12英寸）。由於盤的邊緣損壞，準確的數量變得模糊不清[30]。

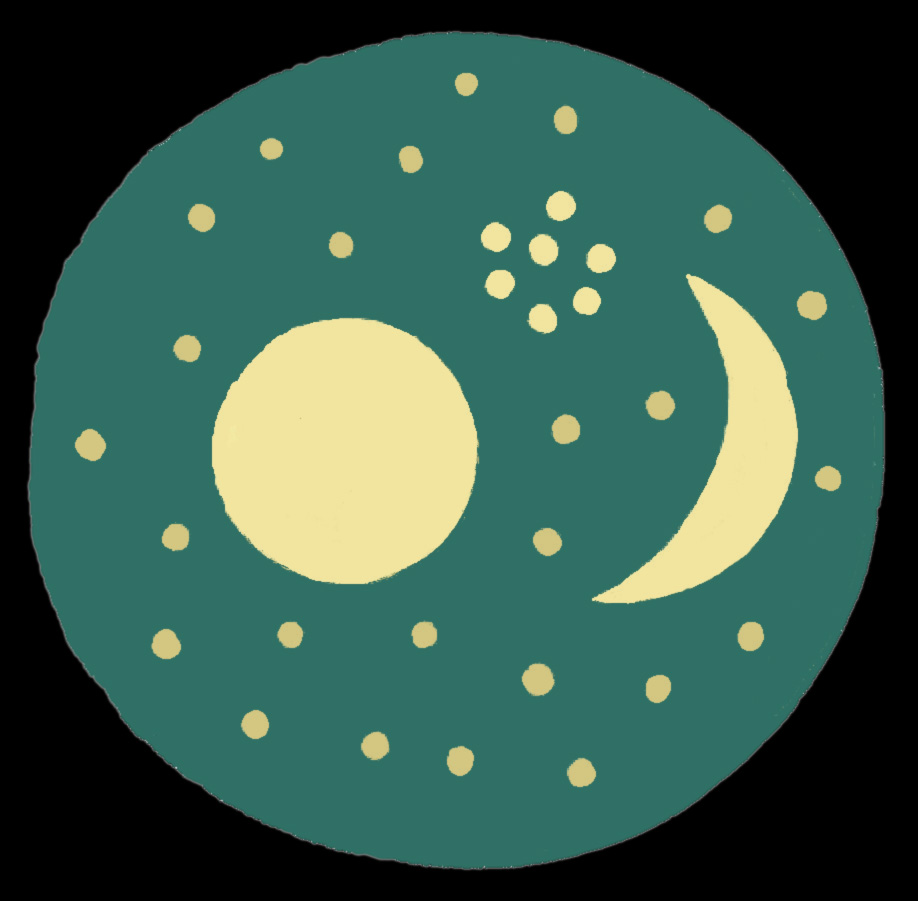
1) 左邊是太陽或滿月，右邊是眉月，上面和中間是昴宿星團
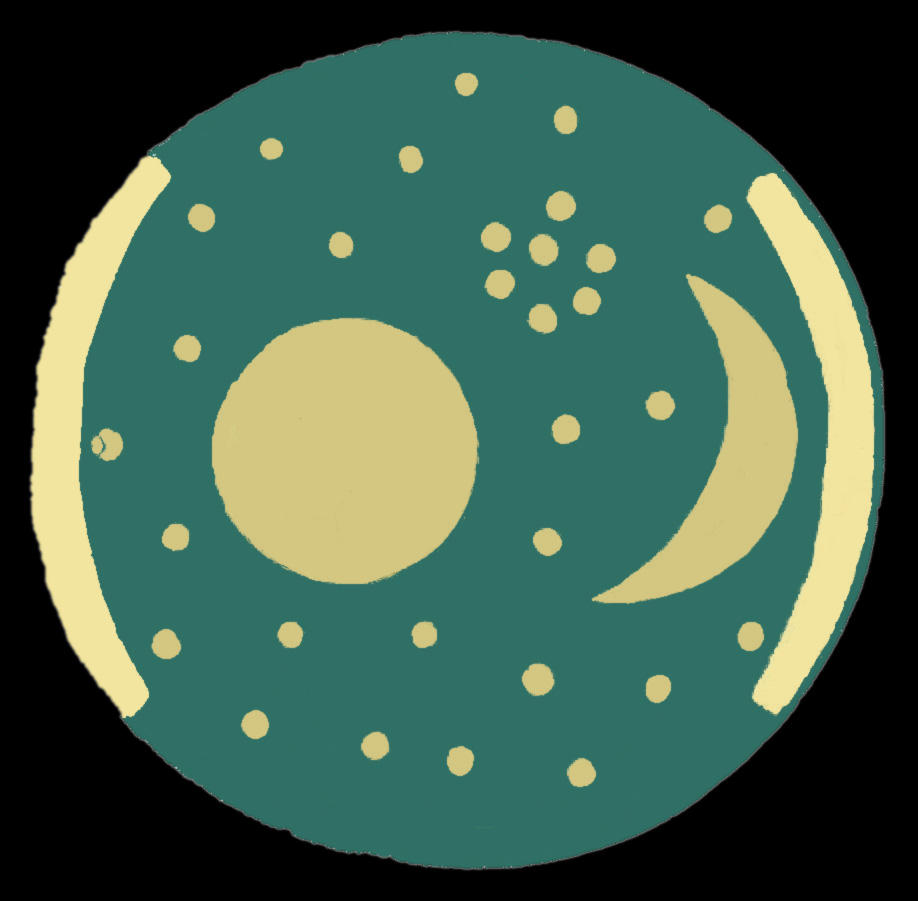
2) 在地平線上為日出和日落區域添加了弧線；單個恆星被移動和/或覆蓋
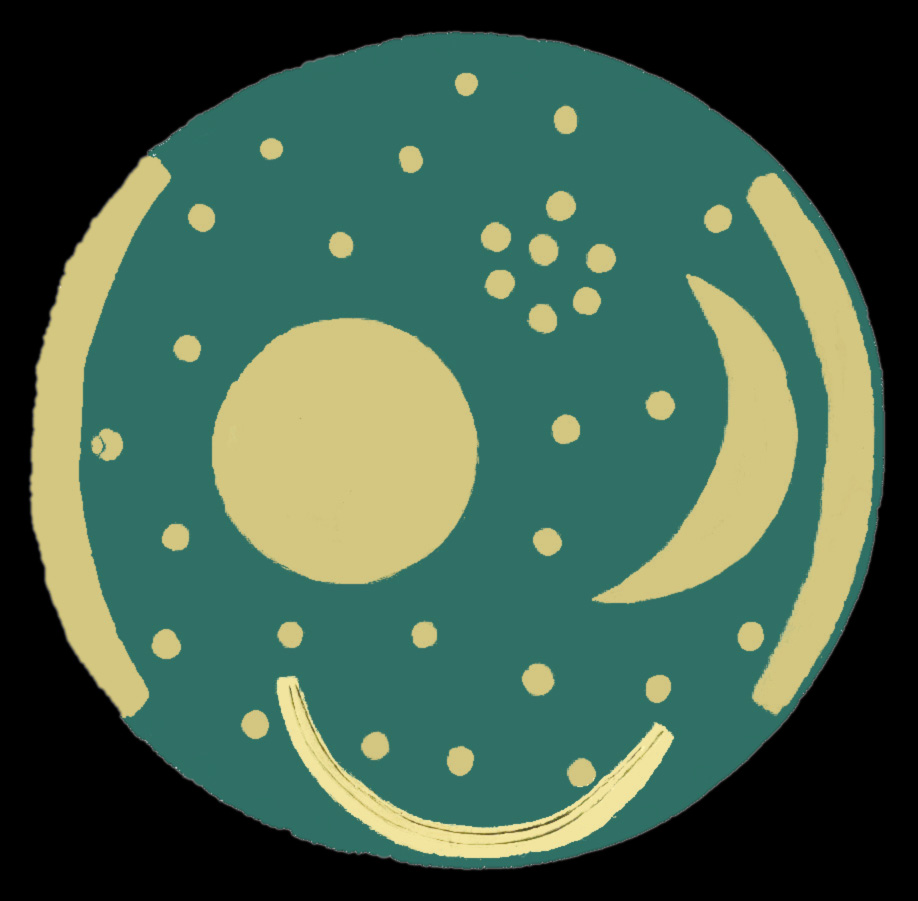
3) 添加「太陽船」
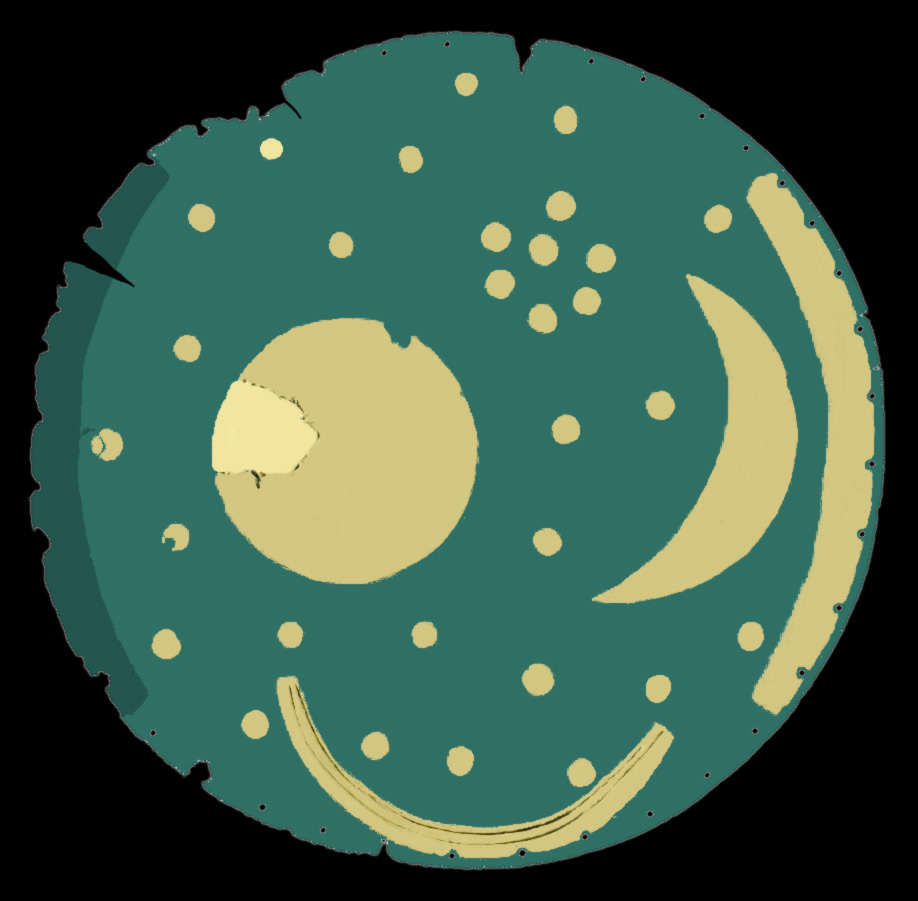
4) 圓盤當前狀態的示意圖（一顆恆星和太陽的一部分——或滿月——已經恢復）

## 意義

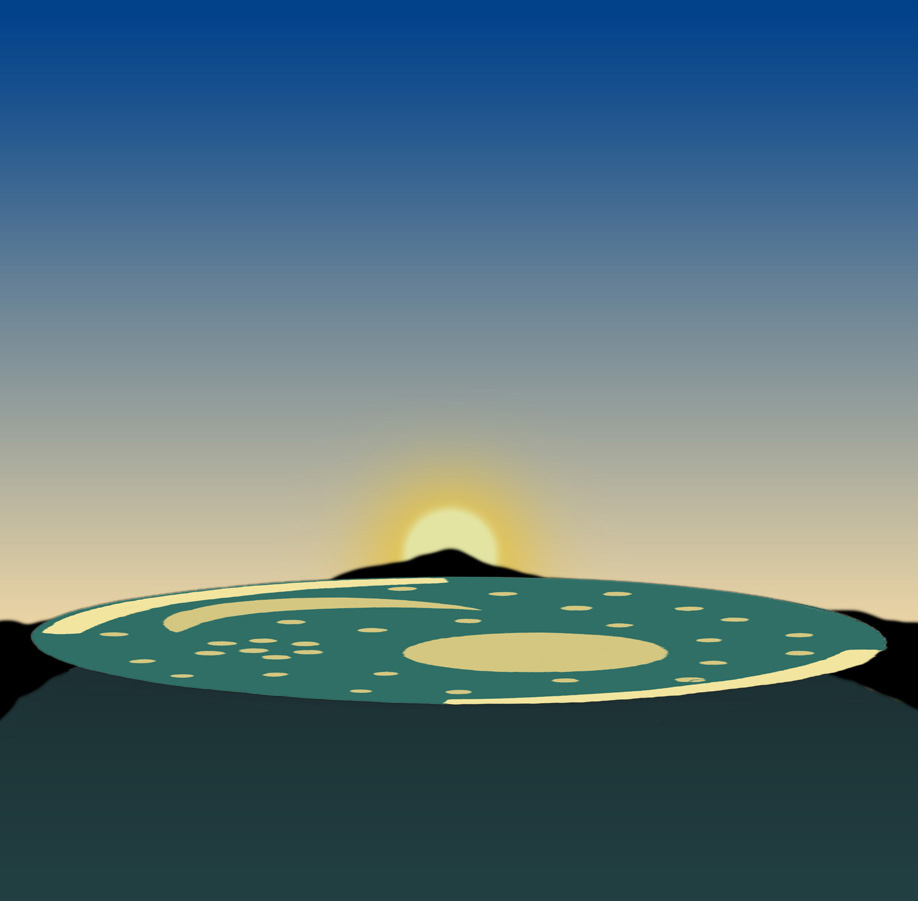
夏至時太陽日落位置剛好在布洛肯山方向

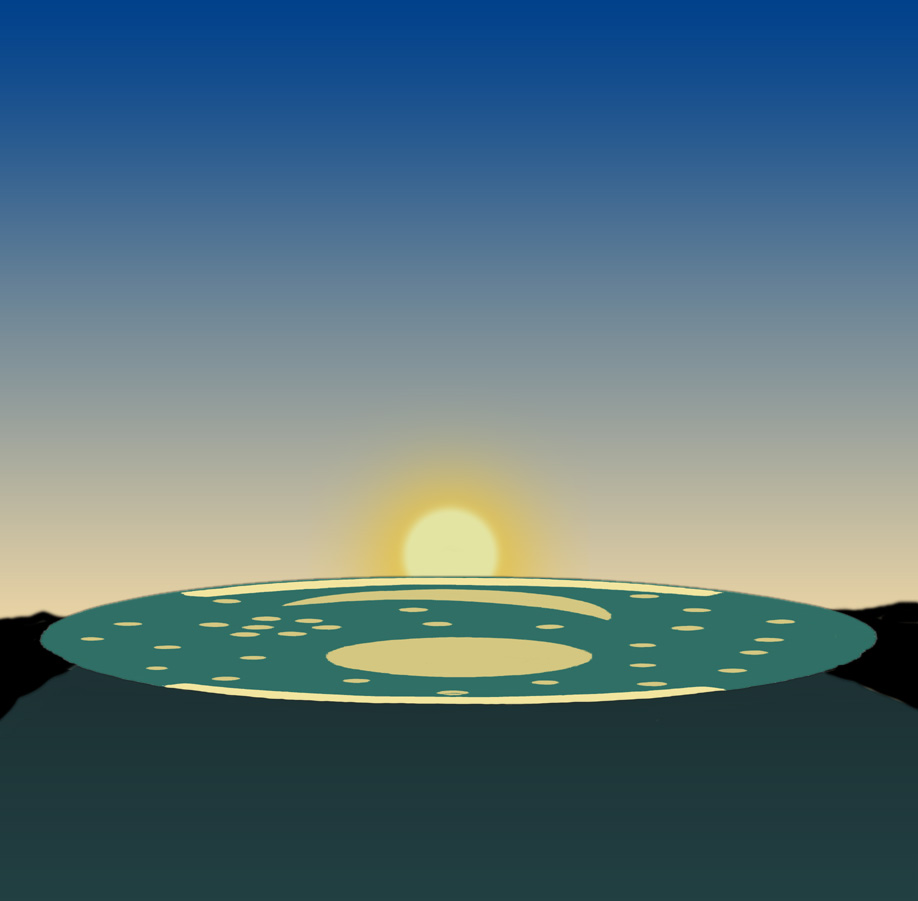
春分和秋分時太陽在星象盤邊緣上的位置

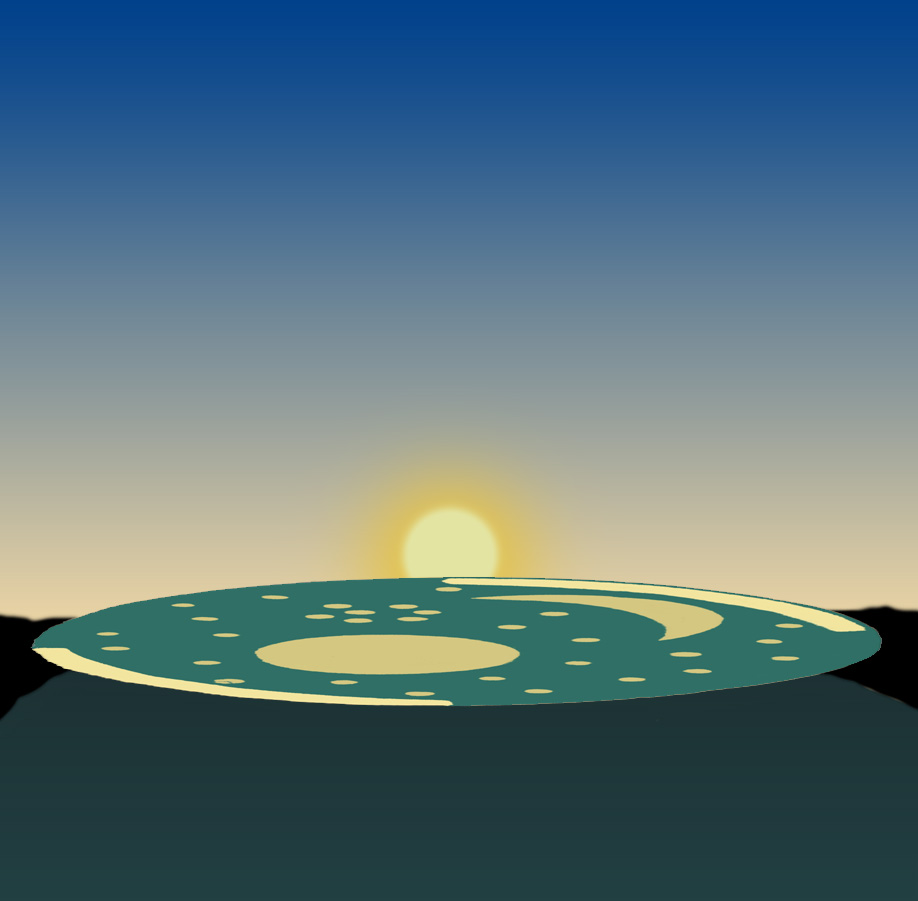
冬至時太陽日落位置到達最南方

此一發現被認為再次證實了歐洲青銅時代人們的天文知識和能力，包括對太陽的年變化，以及夏季和冬季至日的太陽升起和落下點之間角度的密切觀察。雖然更古老的土方工程 (考古學)和巨石文化的天文綜合體，如戈瑟克圓環和巨石陣，已經被用來標記至點，但圓盤以便攜式物體的形式呈現了這些知識。這個圓盤可能既有實用的天文學目的，也有宗教意義。

### 日曆規則
圓盤上昴宿星團與眉月的結合被認為代表了陽曆和陰曆同步的日曆規則，從而能够創建陰陽曆。這些規則是從古代巴比倫尼亞文本集中標題為MUL.APIN的一系列文字中得知的。根據綱要中的七條規則之一，如圓盤上所示，當春季只有幾天大的眉月出現在昴宿星團出旁邊時，應該添加一個閏月。這種合相大約每三年發生一次。
儘管在內布拉圓盤上比在巴比倫尼亞更早得到證實，但哈拉爾德·梅勒表明，關於這一規則的知識可能是通過長途貿易和接觸從巴比倫尼亞傳到中歐的。波羅的海琥珀珠子是在伊拉克的ašššur的大型金字塔下的一個基礎礦床中發現的，其歷史可追溯到西元前1800年至1750年，這表明在內布拉星象盤形成時，這兩個地區之間存在聯系。然而，一些亞述學家和天文學家拒絕將N內布拉盤與MUL.APAN進行比較。

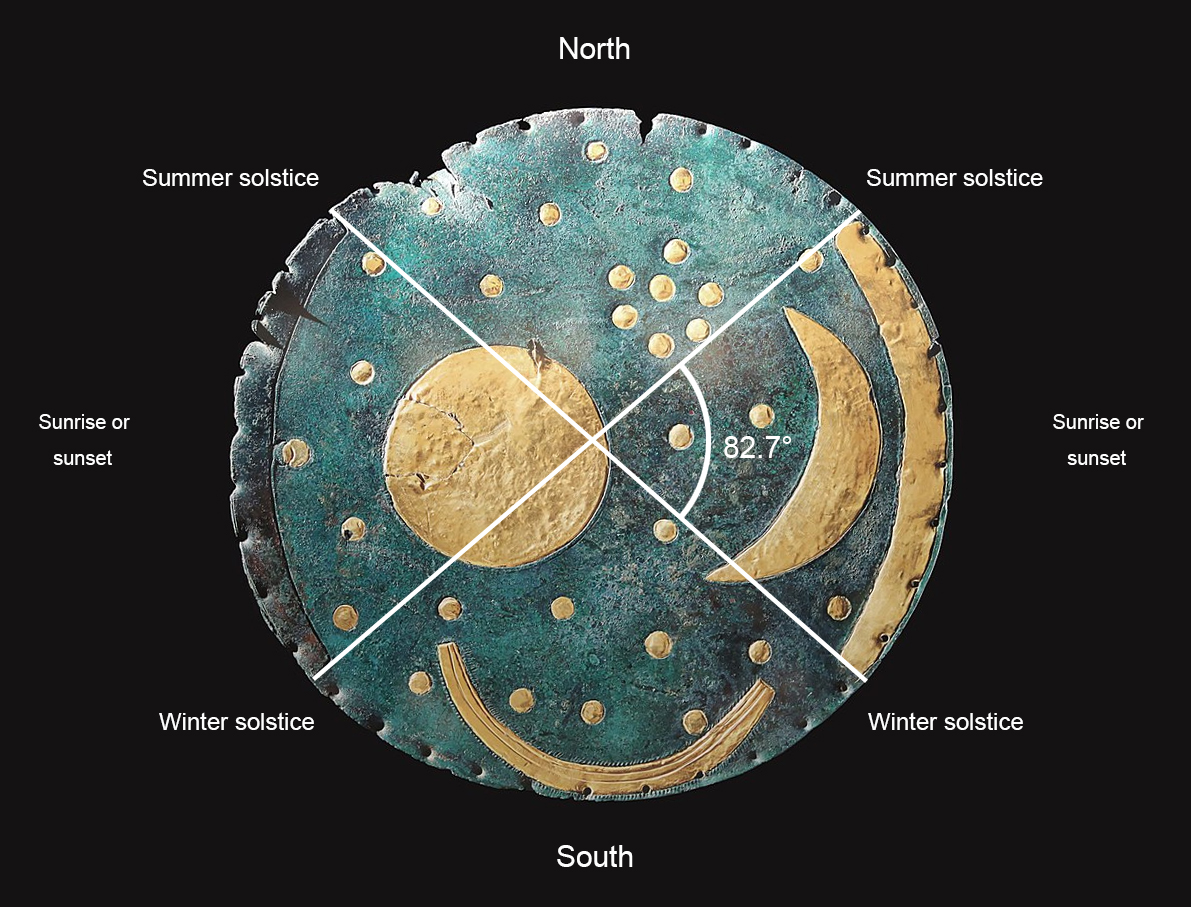
圓盤側面的金色條紋標誌著夏至和冬至， 頂部代表地平線和北方。這與現代星圖相反，現代星圖旨在被高舉並從下方觀察，而不像地理的地圖那樣讓我們（想像我們可以）從上方向下俯視。

圓盤上描繪的恆星數量（32）也被認為很重要，可能對日曆規則進行了數位編碼。首先，圓盤上描繪的眉月和昴宿星團的合相發生在最後一次「新光」（當月第一個可見新月）後的32天之後，而不是之前。其次，由於一個農曆年（354天）比一個太陽年（365天）短11天，因此32個太陽年的長度等於33個陰曆年（誤差僅為兩天）。也就是說，32 x 365 = 11680天，33 x 354 = 11682天。這個32個太陽年的週期在圓盤上可以用32顆星星加上太陽（或滿月）來表示，加起來就是33顆。
考古學家克里斯托夫·索默菲爾德認為，這個圓盤編碼了19年陰陽合曆週期的默冬章。根據索末菲的說法，默冬章週期在特倫德霍姆太陽戰車的圓盤上也有類似的編碼，可以追溯到西元前1500年左右。默冬章也被認為是青銅時代晚期柏林金帽的編碼，其特徵是一個由19顆「星月」符號組成的帶。
一些作者認為，圓盤邊緣周圍的針孔數量（大約38到40個）具有天文學意義。由於圓盤損壞，確切的數量尚不清楚。。
內布拉星象盤被比作希臘詩人赫西俄德的一段話，寫於西元前700年左右，其中描述了昴宿星團在組織農業年中的作用：

"當阿特拉斯的女兒昴宿星團升起時，開始收割，並在它們即將落下時耕種。四十個日夜，它們被隱藏起來，隨著歲月的流逝，當你第一次磨鐮刀時，它們又會再次出現。這是平原的法則，那些住在海邊、居住在富裕國家、遠離波濤洶湧的大海的峽谷和窪地的人的法則，如果你想在適當的時候收穫得墨忒耳的所有果實，每種果實都可以在它的季節生長。這是平原的法則，也是那些生活在海邊、居住在富裕國家、遠離波濤洶湧的大海的峽谷和窪地的人的法則——如果你想在適當的時候收穫得到得墨忒耳的所有水果，帶去播種，帶去耕種，帶去收割，每種水果都可以在它的季節生長。"

昂宿星團的描繪也可以從青銅時代早期的一些岩石雕刻中得知，例如在南阿爾卑斯山的貝戈山和奧地利的「日曆石」上（萊奧匕首日曆石），這是一個與非主流文化相關的祭祀場所，可能起到了日曆的作用。內布拉星象盤與北歐青銅時代的岩畫有一些相似之處，其中一些被認為具有日曆的意義。

### 神話

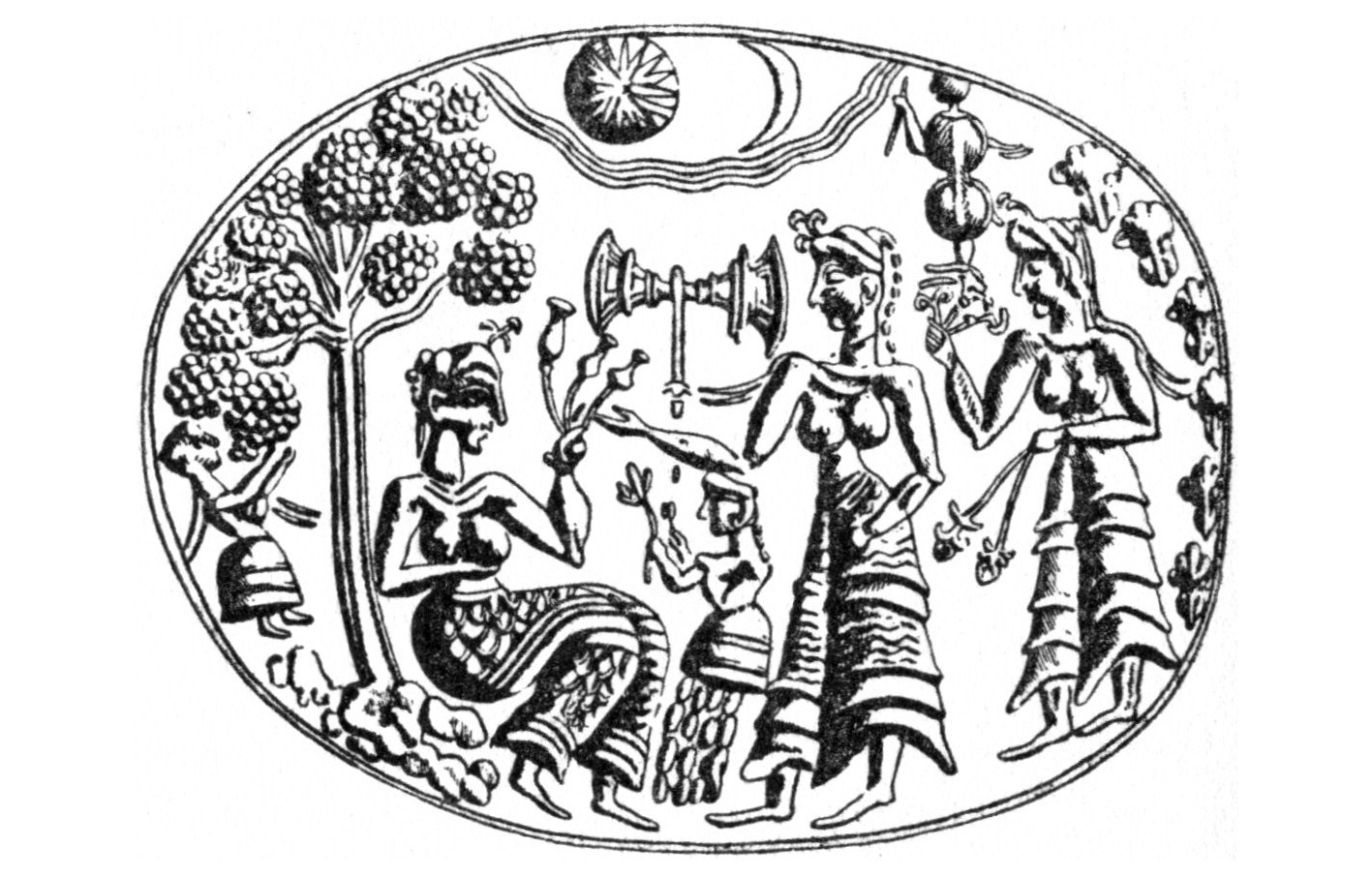
西元前15世紀邁錫尼的金圖章戒指，帶有類似的天體影像。

西元前15世紀，希臘邁錫尼的一枚金圖章戒指上出現了類似於內布拉圓盤的太陽和新月的描繪。在太陽和月亮之下，有一個坐著的女性形象，手裡拿著三朵罌粟，被認為是自然和生育女神，可能是米諾斯罌粟女神，也可能是狄蜜特女神的早期形態。內布拉星象盤上的金色弧線也與米諾斯雙斧或「雙刃釜」相似，後者位於金圖章戒指的中心，被認為是米諾斯女神的主要象徵，也是狄蜜特的象徵。根據考古學家 克利斯蒂安·克利斯蒂安森，類似於邁錫尼圖章戒指上的圖像出現在北歐青銅時代岩畫中，來自瑞典的國王的墳墓，其歷史可以追溯到西元前16至15世紀，而波羅的海琥珀則在邁錫尼精英的豎井墳墓中被發現。在非主流文化的定居點也發現了罌粟，它可能被用於崇拜儀式。

#### 太陽船
圓盤底部的金弧通常被解釋為神話中的太陽船，它承載著太陽度過白天和黑夜。金弧兩側的短線可能代表一大群船員的槳。根據考古學家哈拉爾德·梅勒（Harald Meller）的說法，這些圖像「在歐洲迄今不為人知」，可能起源於古埃及，並可能通過廣泛的聯繫和旅行到達中歐。相比之下，考古學家瑪麗·卡希爾（Mary Cahill）認為，太陽船已經被描繪在來自非主流文化發展出來的钟形杯文化中的金月球上。太陽船甚至可能被描繪在新石器時代或更早的岩石藝術上。
太陽船或容器也出現在後來的原始印歐神話傳統：在拉脫維亞人的民歌中，太陽女神紹萊斯在一艘金船上過夜，而在阿闥婆吠陀中，太陽被兩次告知「阿蒂亞，你為了幸福登上了一艘一百槳的船。」在希臘神話中，太陽的容器呈金碗或杯子的形式，可能類似於內布拉船的碗狀形狀。青銅時代的類似文物包括來自威爾士的類似船隻的廣場碗和丹麥的微型黃金船。青銅時代晚期的金碗，如德國的埃伯斯瓦爾德寶藏，以圓形太陽符號為特徵，其中一些可能包含曆法資訊，包括內布拉星象盤上可能描繪的32個太陽年和33個陰曆年的等值。
從西元前1,600年左右開始，北歐青銅時代就有許多關於太陽船的描繪。其中許多是平底船，但有些有類似於內布拉船的彎曲形狀。其中一些描繪顯示人們在船上表演向後彎曲或向後跳躍，考古學家魯恩·艾弗森（Rune Iversen）將其與埃及的類似描繪聯系起來，埃及的描繪顯示了在節日期間為女神哈索爾表演的向後彎曲舞蹈。它們也可能與羅馬歷史學家塔西佗後來的說法有關，他說日爾曼的苏维汇人以船的形式崇拜女神苏维汇人的「伊希斯」。從新王國開始，伊希斯就被等同於哈索爾，兩位女神都與太陽船有關，通常被描繪在船的船首，她們駕駛並保護著這艘船。後來的希臘人也將兩者與女神德墨忒耳聯繫在一起。
歷史學家Joseph S.Hopkins和HaukurÞorgeirsson將塔西佗的「蘇伊比的伊西斯」與挪威女神[[[弗蕾亞]]聯系起來，認為弗蕾亞與古挪威文字中的船，特別是與斯堪的納維亞的石船，意象之間存在很强的聯繫。弗蕾亞和她的雙胞胎兄弟弗雷爾（Freyr）都具有與太陽神相關的特徵，包括屬於弗雷爾的金色船「斯基德普拉特尼」，它可能代表一艘太陽船。

#### 神聖的雙胞胎
根據克里斯蒂安·克里斯蒂安森的說法，存放在內布拉星象盤上的成對劍和斧頭代表了神話中的神聖雙胞胎，後來在希臘被稱為卡斯托和波路克斯兄弟（Dioscuri），在印度被稱為雙馬童（Ashvins），還有其它印歐傳統中。其他青銅時代的墓葬中也有類似的陪葬物。克里斯蒂安森進一步提出，與「Dioscuri」相關的星座雙子座星座可能位於圓盤中太陽船旁邊的下方。考古學家蒂莫西·達爾維爾提出，這些成對的陪葬物與內布拉星象盤和巨石陣的三石塔之間存在著聯繫，這也可能代表了神聖雙胞胎的早期形式。特別是中央三石塔可能體現了「一對代表晝夜、太陽和月亮、夏天和冬天、生與死的神，甚至可能是史前時期的雙胞胎阿波羅和阿提密斯，正如他們在後來的舊世界萬神殿中所知。」在希臘，阿波羅和阿耳忒彌斯分別與太陽和月亮聯繫在一起，而昴宿宿星團則被稱為「阿爾忒彌斯的同伴」，這與內布拉星象盤上的描述相呼應。根據希臘歷史學家希羅多德的記載，埃及人認為阿波羅和阿耳忒彌斯是伊希斯的孩子，相當於荷魯斯和芭絲特，而伊希斯是阿提密斯。

### 與英國的聯繫
考古天文學家埃米利亞牧師（Emília Pásztor）反對為圓盤提供實用的天文功能。根據Pásztor的說法，「週邊弧的長度與太陽升起或落下的運動非常接近，這可能純粹是巧合」。這一說法因在布什巴羅的巨石陣上發現的大致當代的金菱形上發現了類似的特徵而受到質疑，其中整體設計的銳角（81°）對應於巨石陣緯度至點之間的角度。根據尤安·麥基（2009）的說法，「內布拉圓盤和布什巴羅菱形似乎都是為了反映北緯51°左右的年度太陽週期而設計的。」
麥基進一步提出，內布拉圓盤和布什巴羅菱形都可能與亞歷山大·托姆根據他對英國立石排列的分析重建的陽曆有關。內布拉星象盤和布什巴羅菱形都是用青銅時代康沃爾郡的黃金製成的，它們之間有著直接的聯繫。根據考古學家薩賓·格洛夫的說法，內布拉星象盤上使用的鍍金科技也起源於英國，並從那裡引入到大陸。

## 真實性
最初有人懷疑這個星象盤可能是考古贗品。德國雷根斯堡大學的彼得·紹爾（Peter Schauer）在2005年辯稱，內布拉星象盤是假的，他可以證明星象盤的光澤可能是由尿液、鹽酸和噴燈在短時間內造成的。他不得不在法庭上承認，與檢查過該星象盤的18位科學家不同，他從未親自拿過該星象盤。對銅綠（或腐蝕層）的科學分析證實了它的真實性。
英國布里斯托大學的歐洲史前學教授理查德·哈里森在英國廣播公司（BBC）的一部紀錄片中表示，儘管他當時還沒有看到星象盤，但因為這一發現的性質非比尋常，「當我第一次聽說內布拉圓盤時，我以為這是一個笑話，事實上我認為這是偽造的」。同一部紀錄片提供了科學分析，證實了圓盤的真實性。
赫拉德·梅勒於2008年4月在蘇格蘭古物學會的演講中提出了一些星象盤是真品的理由，且宣稱找到它的地點是在米特爾貝格山。最具說服力的證據稍後由考古學家發現－掠奪者稱他們在坑內找到一個金屬物，那是金葉片的一個碎片，而那碎片正好符合原本在盤上代表太陽的大黃金圓板的缺角。
魯珀特·格布哈德（Rupert Gebhard）和魯迪·克勞斯（Rudiger Krause）在2020年發表的一篇論文質疑了內布拉星象盤的青銅時代早期定年，並提出了更晚的鐵器時代日期。Ernst Pernicka及其同事在同一年發表了一篇論文回應，駁斥了格布哈德和克勞斯的論點。對圓盤、圓盤上發現的物品和發現地點的科學分析都證實了早期青銅時代的年代。

## 展覽
內布拉星象盤是名為鍛造的天空（德語「The forged sky」）的展覽的中心，展出了1,600件青銅時代的文物，包括雷鳴太陽戰車，分別於2004年10月15日至2005年5月22日在薩勒河畔哈勒的哈雷-维滕贝格大学、2005年7月1日至10月22日在丹麥哥本哈根、2005年11月9日至2006年2月5日在維也納、2006年3月10日至7月16日在德國曼海姆和2006年9月29日至2007年2月25日在瑞士巴塞爾展出。
2007年6月21日，在內布拉的發現地點附近開設了一個多媒體遊客中心。
該星象盤是薩勒河畔哈勒哈勒州立史前博物館（Landesmuseum für Vorgeschichte）永久展覽的一部分。
該星象盤於2022年2月17日至7月17日在倫敦大英博物館展出，作為「巨石陣世界展覽」的一部分。於2022年8月6日至9月18日在荷蘭德倫特省阿森的德倫特博物館展出。

## 國際太空站上的複製品
2021年11月，德國太空人馬蒂亞斯·毛雷爾（Matthias Maurer）在Crew-3任務中攜帶了內布拉星象盤的複製品前往國際太空站。毛雷爾是歐洲宇宙之吻任務的一員，他設計了該任務的徽章，靈感來自內布拉星象盤，以及先鋒牌匾和旅行者黃金唱片，這些牌匾和唱片攜帶著來自地球的資訊，被發送到未知的地方。

## 法律問題

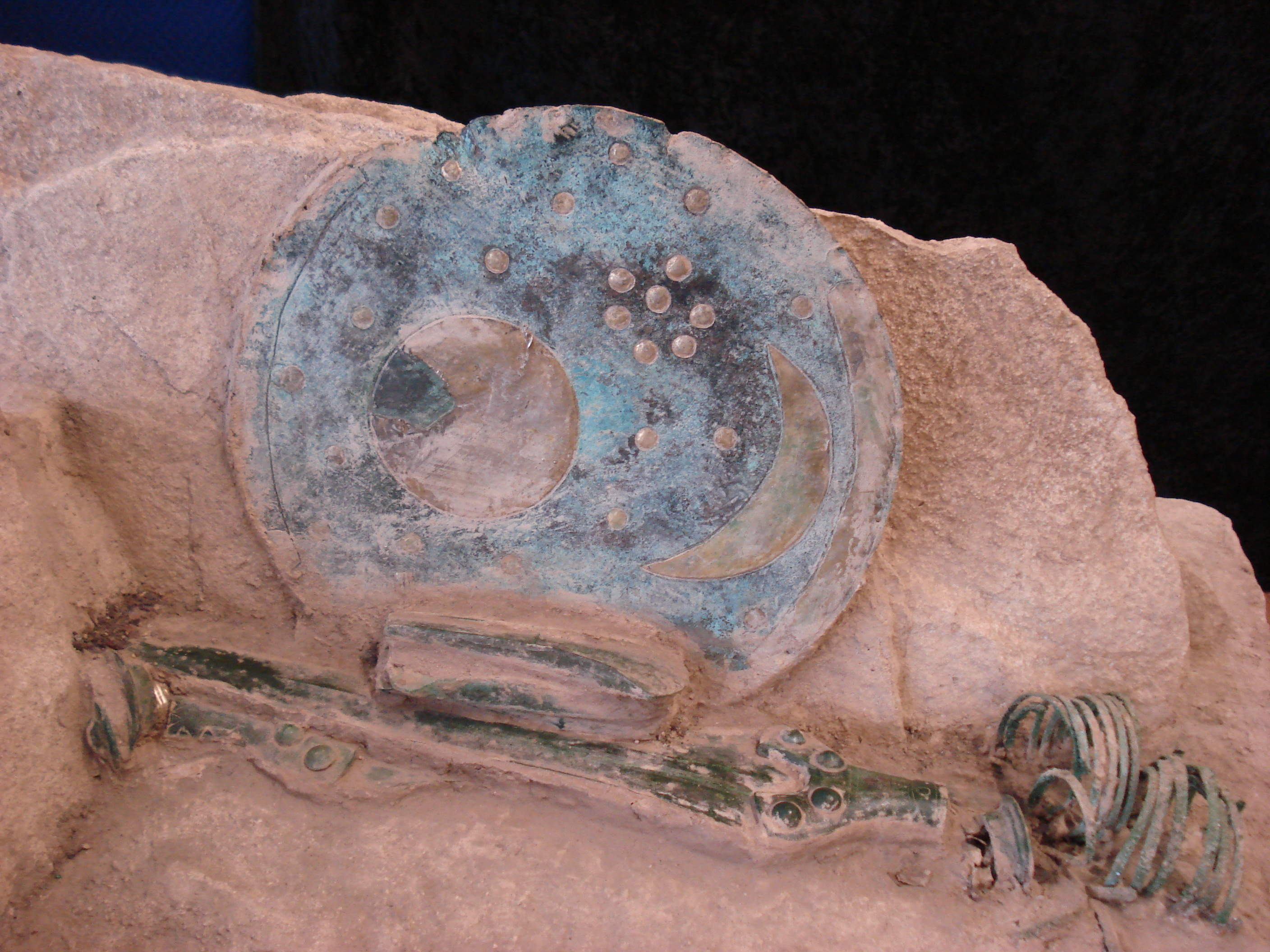
德國展覽鍛造的天空（德語：Der geschmiedete Himmel）展出內布拉星象盤發現情况的複製品。

德國的薩克森-安哈爾特州將該星象盤註册為商標，導致兩起訴訟。2003年，薩克森-安哈爾特州成功起訴奎爾富特市，指控其將內布拉星系盤描繪在設計的紀念品上。薩克森-安哈爾特州還成功起訴了派珀出版社和海涅出版社，指控他們在書籍封面上抽象描繪了內布拉星象盤。馬德堡法院根據德國版權法評估了此案的相關性。
辯護人辯稱，作為一種崇拜對象，這張星象盤在青銅時代大約3,500年前就已經「出版」了，因此與之相關的所有智慧財產權保護早已到期。另一方面，原告辯稱，星象盤的原創編輯是最近的，根據德國法律，保護期為25年，直到2027年。另一個論點涉及一件著名的藝術品是否可以首先注册為商標的問題。馬格德堡法院作出有利於薩克森-安哈爾特州的判决。
該案件被提起上訴，根據州高等法院杜塞爾多夫2005年和德國聯邦最高法院2009年的裁决，最初的裁决被推翻，德國專利商標局撤回了商標權。 此後，薩克森-安哈爾特州在歐盟知識產權局將該光碟的設計注册為商標。
2023年，薩克森-安哈爾特州提交了一份DMCA删除通知，要求從維基共享資源中删除內布拉星象盤的九張影像，聲稱他們是「內布拉星象盤的獨家版權所有人」。德國維基媒體協會，維基媒體基金會的一個分會隨後提交了DMCA反通知，稱自歐洲議會指令2019/790第14條實施以來，公共領域的視覺作品複製品不可能有此類版權。

## 圖集

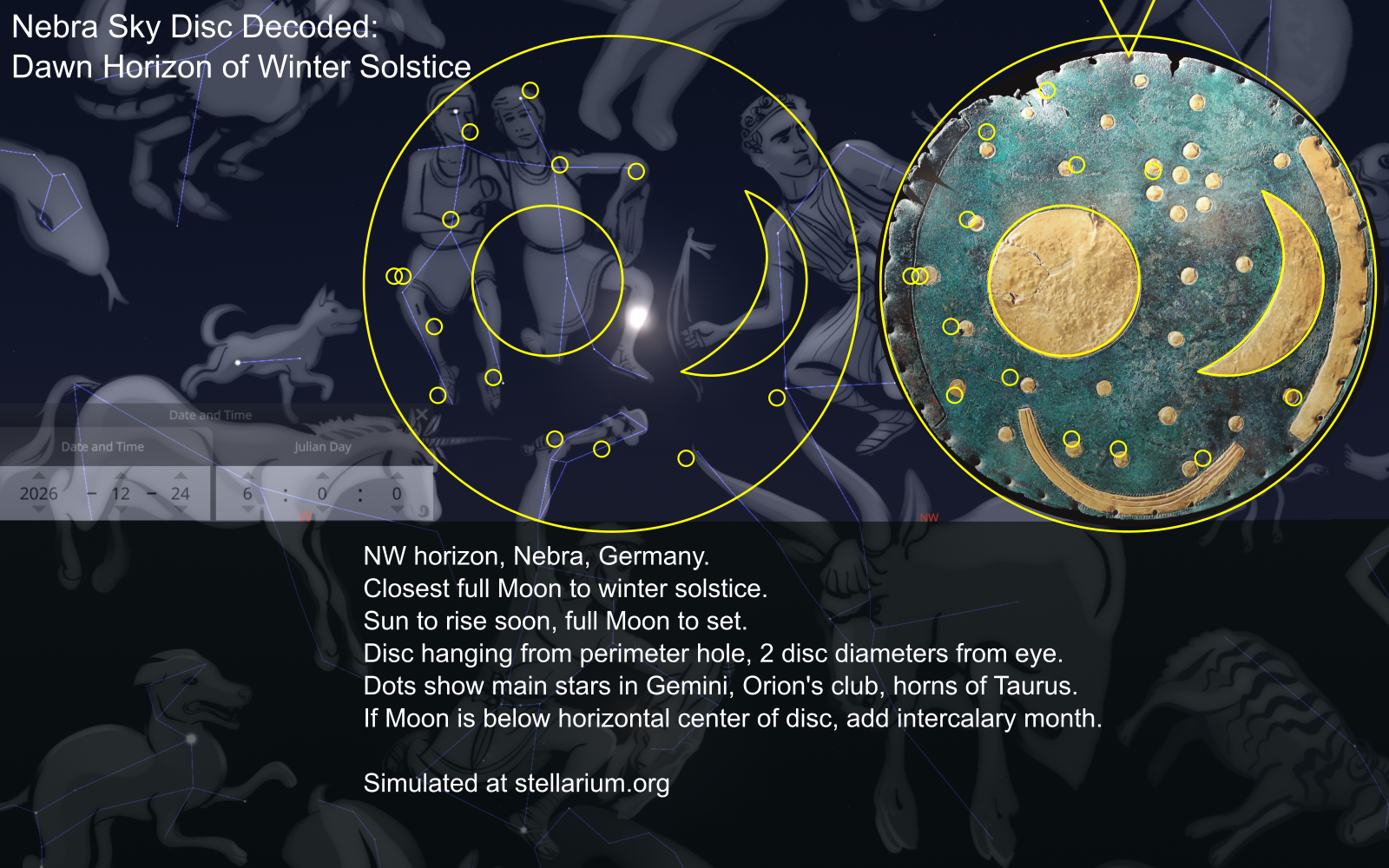
冬至黎明時分的天空與內布拉星象盤的對應[116]。
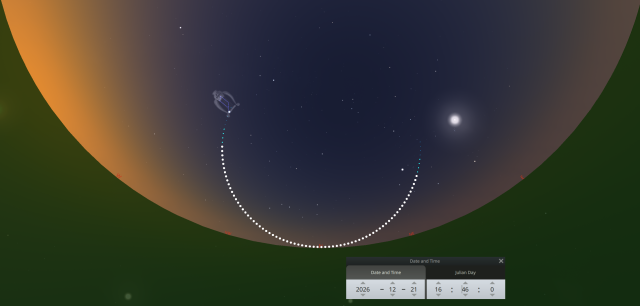
從北緯51°看到的冬至時織女星的路徑

## 流行文化
內布拉星象盤吸引了偽考古學和新異教主義的興趣，而超常現象者則推測這和巨石陣以及阿爾卡伊姆相關。
The Nebra Skydisk也同時是美國紐約州賓漢頓一個實驗樂團的團名。

## 延伸閱讀

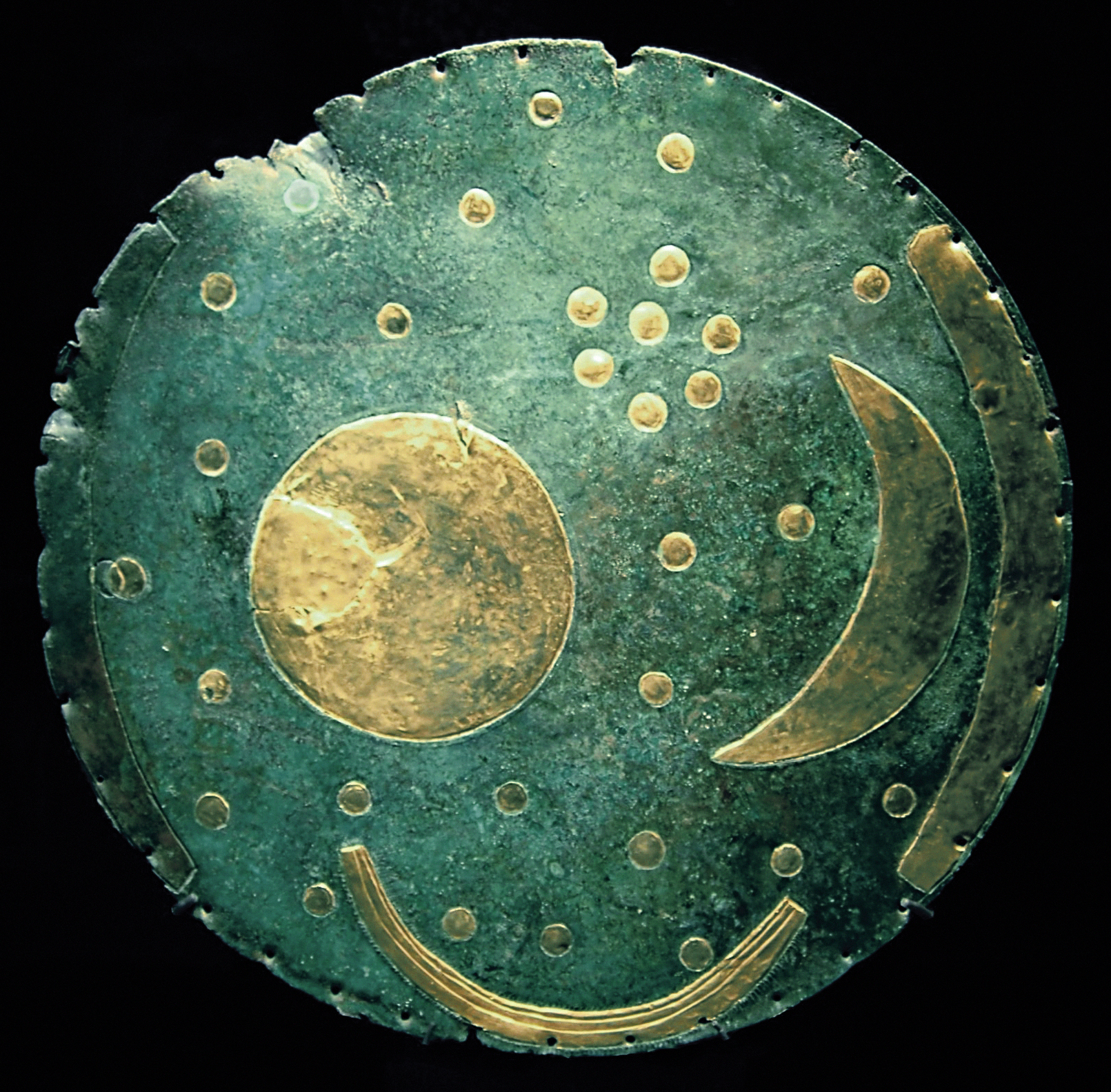
內布拉星象盤

- Ute Kaufholz: Sonne, Mond und Sterne. Das Geheimnis der Himmelsscheibe. Anderbeck, Anderbeck 2004, ISBN 3-937751-05-X
- Landesamt für Archäologie Sachsen-Anhalt (Hrsg.): Archäologie in Sachsen-Anhalt. Dt. Verl. d. Wissenschaften, Halle 1.2002, S.7–31. ISSN 0072-940X
- Frank Hagen von Liegnitz: Die Sonnenfrau Weihnachtsgabe der WeserStrom Genossenschaft, Bremen 2002.

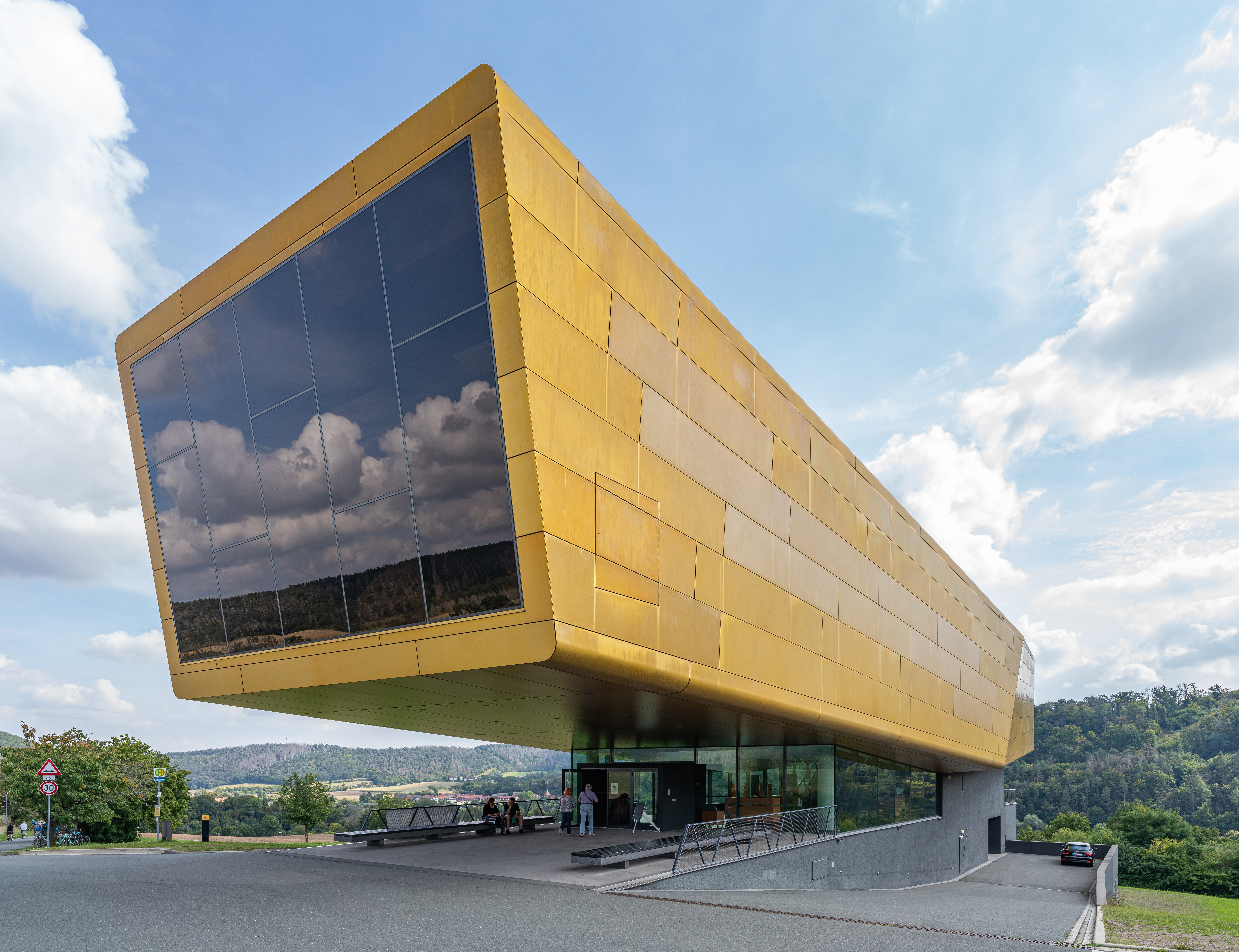
內布拉附近發現地點的遊客中心

- Harald Meller (Hrsg.): Der geschmiedete Himmel. Die weite Welt im Herzen Europas vor 3600 Jahren. Ausstellungskatalog. Theiss-Verlag, Stuttgart 2004, ISBN 3-8062-1907-9
- Katja Näther, Sven Näther: Akte Nebra – Keine Sonne auf der Himmelsscheibe? Naether, Wilhelmshorst 2004, ISBN 3934858023
- National Geographic Deutschland. Gruner + Jahr, Hamburg 2004,1, S.38–61, ISBN 3-936559-85-6
- Uwe Reichert: Der geschmiedete Himmel. in: Spektrum der Wissenschaft. Heidelberg 2004,11, S.52–59. ISSN 0170-2971
- Der Sternenkult der Ur-Germanen. Titelbericht im Nachrichtenmagazin DER SPIEGEL vom 25.11.2002.

## 進階閱讀
- Ute Kaufholz:  Anderbeck, Anderbeck 2004, ISBN 3-937751-05-X
- Landesamt für Archäologie Sachsen-Anhalt (Hrsg.):  Dt. Verl. d. Wissenschaften, Halle 1.2002, S.7–31. ISSN 0072-940X
- Frank Hagen von Liegnitz: . Weihnachtsgabe der WeserStrom Genossenschaft, Bremen 2002.
- Harald Meller (Hrsg.):  Ausstellungskatalog. Theiss-Verlag, Stuttgart 2004, ISBN 3-8062-1907-9
- Katja Näther, Sven Näther:  Naether, Wilhelmshorst 2004, ISBN 3-934858-02-3
- National Geographic Deutschland. Gruner + Jahr, Hamburg 2004,1, S.38–61, ISBN 3-936559-85-6
- Uwe Reichert:  in:  Heidelberg 2004,11, S.52–59. ISSN 0170-2971
- Ch. Sommerfeld : ...Sterne mal Sterne durch Sonne ist Mond - Bemerkungen über die Nebra-Scheibe, , 87(1) 2012, S. 110–131. ISSN 1613-0804
- Diedrich, Cajus: The "Sky Disk of Nebra" – revision to daily life "marriage and fertility" in the final Hallstatt (Early Iron Age, HaC-D) times. American Journal of Humanities and Social Science, 21, 2021, 1–26. http://journalsonline.org/american-journal-of-humanities-and-social-science/
- Andreas Müller-Karpe, , Marburg 2021, ISBN 978-3-8185-0563-9.

## 外部連結
- Official Landesmuseum website
- Study: Bronze disk is astronomical clock, United Press International, 2 March 2006.
- Calendar question over star disc, BBC News, 25 June 2007.
- （德語） Wolfhard Schlosser,  (astronomie.de)
- （德語） Norbert Gasch, , 17 May 2005 (astronomie.de)
- Simulation and procedure of using disc to declare intercalary months.

51°17′02″N 11°31′12″E / 51.28389°N 11.52000°E